# Акт Батлера
Акт Батлера (англ. Butler Act) — закон, принятый в 1925 году в штате Теннесси (США), запрещавший учителям и преподавателям общественных школ и университетов отрицать библейское учение о происхождении человека и преподавать теорию эволюции человека от низших форм животных. Внесён членом Палаты Представителей штата Теннеси фермером и христианским фундаменталистом Джоном Батлером (1875—1952) 21 января 1925 года, одобрен той же палатой 28 января, сенатом штата 13 марта, подписан губернатором штата Остином Пием 21 марта того же года.

Будет нарушением закона, если любой преподаватель любого университета или школы, содержащихся полностью или частично за счёт штата, будет преподавать любую теорию, отрицающую историю Божественного Творения человека, как тому учит Библия, и вместо этого преподавать, что человек произошёл от низших животных.
Оригинальный текст (англ.)That it shall be unlawful for any teacher in any of the Universities, Normals and all other public schools of the State which are supported in whole or in part by the public school funds of the State, to teach any theory that denies the story of the Divine Creation of man as taught in the Bible, and to teach instead that man has descended from a lower order of animals.
— Перевод; оригинал
За нарушение предусматривался штраф от 100 до 500 долларов.
В июле 1925 года за нарушение закона судили школьного учителя Джона Скоупса. Процесс получил известность под названием Обезьяний процесс.
Закон был отменён 1 сентября 1967 года, после того как за его нарушение был уволен Гэри Скотт, учитель из г. Джексборо. Скотт боролся за свои права, ссылаясь на Первую поправку к конституции США, и подал иск в Федеральный окружной суд Нэшвилла. 18 мая 1967 года билль об отмене Акта Батлера был подписан губернатором штата Бьюфордом Эллингтоном.